# Jacques Sevestre
Pour les articles homonymes, voir Sevestre.
Jacques Sevestre (Bar-sur-Aube, 2 juin 1908 - Mort pour la France le 15 décembre 1940 au large des îles Kerkennah) est un militaire français, Compagnon de la Libération. Officier de marine expérimenté au moment du déclenchement de la Seconde Guerre mondiale, il est embarqué sur le sous-marin Narval. Il décide, en compagnie de son commandant et de son équipage de rallier la France libre en juin 1940. Il disparaît lors de la perte corps et biens de son bâtiment qui a sauté sur une mine marine au large de la Tunisie.

## Biographie

### Jeunesse et engagement
Fils de magistrat, et petit-fils du député Henry Tenting, Jacques Sevestre naît le 2 juin 1908 à Bar-sur-Aube dans l'Aube et passe une partie de son enfance à Éclaron dans le département voisin de Haute-Marne. Il décide de s'engager dans la marine nationale et entre à l'école navale en octobre 1927. Très bien noté et ses supérieurs qui devinent en lui un officier destiné à une brillante carrière, il est promu aspirant à l'issue de sa première année de scolarité puis sort de l'école en 1929 avec le grade d'enseigne de vaisseau de 2e classe.
Il embarque successivement sur le croiseur-cuirassé Edgar Quinet, ensuite sur le cuirassé Provence, puis sur le torpilleur Sénégalais, enfin sur le contre-torpilleur Bison. Promu enseigne de vaisseau de 1re classe en octobre 1931, il embarque alors sur le torpilleur Touareg avant de devenir instructeur à l'école des officiers canonniers du port militaire de Toulon. De 1934 à 1935, il embarque sur le torpilleur Bourrasque. Volontaire pour servir à bord des sous-marins, il est affecté en  1936 à l'escadrille de sous-marins de la 4e région. Promu lieutenant de vaisseau en avril 1937, il devient en juin l'officier en second du sous-marin Narval.

### Seconde Guerre mondiale
Durant les premiers mois de la Seconde Guerre mondiale, le Narval navigue dans l'Est de la Méditerranée. En février 1940, le lieutenant de vaisseau François Drogou prend le commandement du sous-marin qui, au début du mois de juin suivant, se trouve basé à Sousse en Tunisie. C'est depuis ce port, que le Narval appareille pour surveiller le trafic italien vers la Libye. Après l'annonce de l'armistice du 22 juin 1940, sous l'impulsion de François Drogou et de Jacques Sevestre, la majorité de l'équipage se rallie à la France libre. Le Narval appareille de Sousse pour rallier Malte où il arrive le 25 juin.
Dès lors, Jacques Sevestre participe à deux patrouilles de septembre à novembre, entre Malte, l'île de Lampedusa et celle de Kerkennah. Le 15 décembre, alors que le Narval participe à sa  troisième patrouille depuis le 2 décembre, le navire saute sur une mine dans le golfe de Sfax, au large de Kerkennah. Jacques Sevestre disparait dans le naufrage aux côtés du capitaine de corvette Drogou et de tout l'équipage, le bâtiment étant perdu corps et biens. Sépulture marine, tous ses marins reposent dans l'épave qui n'a été localisé qu'en 1957. Jacques Sevestre a été promu Capitaine de corvette à titre posthume le 1er janvier 1941.

## Grades
- 1er octobre 1928 : aspirant
- 1er octobre 1929 : enseigne de vaisseau de 2e classe
- 1er octobre 1931 : enseigne de vaisseau de 1re classe
- 1er avril 1937 : lieutenant de vaisseau
- 1er janvier 1941 : capitaine de corvette (à titre posthume)

## Décorations
|  |  |  |  |  |  |
|  |  |  |  |  |  |

| Chevalier de la Légion d'honneur    | Chevalier de la Légion d'honneur    | Compagnon de la Libération          | Compagnon de la Libération                       | Croix de guerre 1939-1945 Avec une palme         | Croix de guerre 1939-1945 Avec une palme         |
| Médaille de la Résistance française | Médaille de la Résistance française | Médaille de la Résistance française | Officier de l'Ordre du Nichan Iftikhar (Tunisie) | Officier de l'Ordre du Nichan Iftikhar (Tunisie) | Officier de l'Ordre du Nichan Iftikhar (Tunisie) |

## Hommages
- À Éclaron, son nom figure sur le monument aux morts de la commune ainsi que sur une plaque commémorative sur les murs de l'église[9],[10].
- À Brest, son nom figure sur la stèle érigée en hommage à l'équipage du Narval sur l'esplanade du château[11].
- À Toulon, Jacques Sevestre est inscrit sur le monument commémoratif aux sous-mariniers érigé dans le parc de la tour royale[12].